# Campeonato Argentino Juvenil 1990
El Campeonato Argentino Juvenil de 1990 fue la décimo-novena edición del torneo para seleccionados juveniles (menores de 19 años) de las uniones regionales afiliadas a la Unión Argentina de Rugby. La fase final se llevó a cabo el 10 y 11 de noviembre. Por primera vez, la Unión de Rugby del Alto Valle de Río Negro y Neuquén fue designada como sede de las fases finales del torneo, con los encuentros disputándose en las instalaciones del Roca Rugby Club en General Roca, Río Negro.
A partir de esta edición el torneo comenzó a disputarse bajo el mismo formato que el Campeonato Argentino de Mayores, introducido por primera vez en 1988. El nuevo formato dividió a los equipos en categorías (un Grupo Campeonato y un Grupo Clasificación) e introdujo un sistema de ascensos y descensos, sin embargo el intercambio de plazas en el campeonato juvenil sería definido por los resultados obtenidos en el campeonato de mayores. De esta manera, el torneo juvenil y el de mayores se disputaron por primera vez en forma simultánea y con el mismo mixture.
La Unión Cordobesa de Rugby clasificó a la final de la categoría por sexta vez en su historia, logrando por primera vez el campeonato al derrotar a la Unión de Rugby de Tucumán 21-12.

## Equipos participantes
Participaron de esta edición veinte equipos: diecinueve uniones provinciales y la Unión Argentina de Rugby, representada por el seleccionado de Buenos Aires. Estos fueron divididos en un Grupo Campeonato (ocho equipos) y un Grupo Clasificación (doce equipos). 
| División                       | Equipo              | Unión                                                |
| ------------------------------ | ------------------- | ---------------------------------------------------- |
| Grupo Campeonato 8 equipos     | Buenos Aires        | Unión Argentina de Rugby                             |
| Grupo Campeonato 8 equipos     | Córdoba             | Unión Cordobesa de Rugby                             |
| Grupo Campeonato 8 equipos     | Cuyo                | Unión de Rugby de Cuyo                               |
| Grupo Campeonato 8 equipos     | Entre Ríos          | Unión Entrerriana de Rugby                           |
| Grupo Campeonato 8 equipos     | Mar del Plata       | Unión de Rugby de Mar del Plata                      |
| Grupo Campeonato 8 equipos     | Rosario             | Unión de Rugby de Rosario                            |
| Grupo Campeonato 8 equipos     | Santa Fe            | Unión Santafesina de Rugby                           |
| Grupo Campeonato 8 equipos     | Tucumán             | Unión de Rugby de Tucumán                            |
| Grupo Clasificación 12 equipos | Alto Valle          | Unión de Rugby del Alto Valle de Río Negro y Neuquén |
| Grupo Clasificación 12 equipos | Austral             | Unión de Rugby Austral                               |
| Grupo Clasificación 12 equipos | Chubut              | Unión de Rugby del Valle del Chubut                  |
| Grupo Clasificación 12 equipos | Jujuy               | Unión Jujeña de Rugby                                |
| Grupo Clasificación 12 equipos | Misiones            | Unión de Rugby de Misiones                           |
| Grupo Clasificación 12 equipos | Nordeste            | Unión de Rugby del Nordeste                          |
| Grupo Clasificación 12 equipos | Oeste               | Unión de Rugby del Oeste de Buenos Aires             |
| Grupo Clasificación 12 equipos | Río Uruguay         | Unión de Rugby del Río Uruguay                       |
| Grupo Clasificación 12 equipos | Salta               | Unión de Rugby de Salta                              |
| Grupo Clasificación 12 equipos | San Juan            | Unión Sanjuanina de Rugby                            |
| Grupo Clasificación 12 equipos | Santiago del Estero | Unión Santiagueña de Rugby                           |
| Grupo Clasificación 12 equipos | Sur                 | Unión de Rugby del Sur                               |

## Formato
Los veinte equipos participantes fueron divididos en dos categorías: Grupo Campeonato y Grupo Clasificación. Cada zona se resolvió con el sistema de todos contra todos a una sola ronda y alternando encuentros de local y visitante.
Los equipos fueron ubicados en sus grupos de acuerdo a la distribución de sus respectivos seleccionados mayores en el Campeonato Argentino de Mayores de 1990. Debido a esto, no hubo intercambio de plazas producto de los resultados obtenidos en este torneo.
Fase final
A la fase final clasificaron los primeros y segundos de cada zona del Grupo Campeonato. Estos cuatro disputaron encuentros a eliminación directa (semifinales y final) en una sede única designada, con el vencedor siendo considerado el campeón de la temporada.

## Grupo Campeonato

### Zona A
| Pos | Equipos      | Partidos | Partidos | Partidos | Tantos | Tantos | Tantos | Pts |
| Pos | Equipos      | G        | E        | P        | PF     | PC     | DP     | Pts |
| --- | ------------ | -------- | -------- | -------- | ------ | ------ | ------ | --- |
| 1.° | Buenos Aires | 2        | 1        | 0        | 94     | 35     | +59    | 5   |
| 2.° | Tucumán      | 2        | 0        | 1        | 90     | 43     | +47    | 4   |
| 3.° | Cuyo         | 1        | 1        | 1        | 49     | 68     | -19    | 3   |
| 4.° | Santa Fe     | 0        | 0        | 3        | 19     | 106    | -87    | 0   |

|  | Clasifica a fase final |

### Zona B
| Pos | Equipos       | Partidos | Partidos | Partidos | Tantos | Tantos | Tantos | Pts |
| Pos | Equipos       | G        | E        | P        | PF     | PC     | DP     | Pts |
| --- | ------------- | -------- | -------- | -------- | ------ | ------ | ------ | --- |
| 1.° | Rosario       | 3        | 0        | 0        | 103    | 38     | +65    | 6   |
| 2.° | Córdoba       | 2        | 0        | 1        | 104    | 23     | +81    | 4   |
| 3.° | Mar del Plata | 1        | 0        | 2        | 35     | 109    | -74    | 2   |
| 4.° | Entre Ríos    | 0        | 0        | 3        | 27     | 99     | -72    | 0   |

|  | Clasifica a fase final |

## Grupo Clasificación

### Zona C
Los partidos de la Unión de Rugby del Río Uruguay contra la Unión de Rugby de Salta y la Unión Santiagueña de Rugby (programados para el 20 y 27 de octubre de 1990, respectivamente) no se disputaron.
| Pos | Equipos         | Partidos | Partidos | Partidos | Tantos | Tantos | Tantos | Pts |
| Pos | Equipos         | G        | E        | P        | PF     | PC     | DP     | Pts |
| --- | --------------- | -------- | -------- | -------- | ------ | ------ | ------ | --- |
| 1.° | Nordeste        | 5        | 0        | 0        | 405    | 28     | +377   | 10  |
| 2.° | Salta           | 3        | 0        | 1        | 130    | 100    | +30    | 6   |
| 3.° | Sgo. del Estero | 2        | 0        | 2        | 113    | 87     | +26    | 4   |
| 4.° | Jujuy           | 2        | 0        | 3        | 101    | 236    | -135   | 4   |
| 5.° | Misiones        | 0        | 0        | 4        | 81     | 191    | -110   | 2   |
| 6.° | Río Uruguay     | 0        | 0        | 3        | 21     | 209    | -188   | 0   |

### Zona D
| Pos | Equipos    | Partidos | Partidos | Partidos | Tantos | Tantos | Tantos | Pts |
| Pos | Equipos    | G        | E        | P        | PF     | PC     | DP     | Pts |
| --- | ---------- | -------- | -------- | -------- | ------ | ------ | ------ | --- |
| 1.° | Alto Valle | 4        | 1        | 0        | 157    | 48     | +109   | 9   |
| 2.° | Sur        | 4        | 0        | 1        | 142    | 69     | +73    | 8   |
| 3.° | San Juan   | 3        | 1        | 1        | 204    | 66     | +138   | 7   |
| 4.° | Austral    | 1        | 0        | 4        | 41     | 135    | -94    | 2   |
| 5.° | Chubut     | 1        | 0        | 4        | 50     | 179    | -129   | 2   |
| 6.° | Oeste      | 1        | 0        | 4        | 45     | 142    | -97    | 2   |

## Fase final
Las fases finales del torneo se disputaron el 10 y 11 de noviembre en las instalaciones del Roca Rugby Club de Río Negro.
|  | Semifinales     | Semifinales     | Semifinales     |         |         | Final           | Final           | Final           |  |
|  | 10 de noviembre | 10 de noviembre | 10 de noviembre |         |         | 11 de noviembre | 11 de noviembre | 11 de noviembre |  |
|  |                 |                 |                 |         |         |                 |                 |                 |  |
|  |                 |                 |                 |         |         |                 |                 |                 |  |
|  | Buenos Aires    | Buenos Aires    | 32              |         |         |                 |                 |                 |  |
|  | Buenos Aires    | Buenos Aires    | 32              |         |         |                 |                 |                 |  |
|  | Córdoba         | Córdoba         | 35              |         |         |                 |                 |                 |  |
|  | Córdoba         | Córdoba         | 35              |         | Córdoba | Córdoba         | 21              |                 |  |
|  |                 |                 |                 |         | Córdoba | Córdoba         | 21              |                 |  |
|  |                 |                 | Tucumán         | Tucumán | 12      |                 |                 |                 |  |
|  | Rosario         | Rosario         | Tucumán         | Tucumán | 12      | 25              |                 |                 |  |
|  | Rosario         | Rosario         |                 |         |         | 25              |                 |                 |  |
|  | Tucumán         | Tucumán         | 35              |         |         | Tercer lugar    | Tercer lugar    | Tercer lugar    |  |
|  | Tucumán         | Tucumán         | 35              |         |         | Tercer lugar    | Tercer lugar    | Tercer lugar    |  |
|  |                 |                 |                 |         |         |                 |                 |                 |  |
|  |                 |                 |                 |         |         | Buenos Aires    | Buenos Aires    | 30              |  |
|  |                 |                 |                 |         |         | Buenos Aires    | Buenos Aires    | 30              |  |
|  |                 |                 |                 |         |         | Rosario         | Rosario         | 7               |  |
|  |                 |                 |                 |         |         | Rosario         | Rosario         | 7               |  |
|  |                 |                 |                 |         |         |                 |                 |                 |  |

### Final
| 11 de noviembre | Córdoba | 21 - 12 | Tucumán | Roca Rugby Club, General Roca        |                                      |
|                 |         | Reporte |         | Árbitro(s): J. Vitale (Buenos Aires) | Árbitro(s): J. Vitale (Buenos Aires) |

| Bandera de la Provincia de Córdoba |
| Córdoba Campeón                    |
| Primer título                      |